# Léo Moraes
Leonardo Barreto de Moraes (Foz do Iguaçu, 11 de janeiro de 1984), é um jurista e político brasileiro, filiado ao Podemos (PODE). Atualmente exerce o cargo de prefeito de Porto Velho.
Formado em Direito pela Pontifícia Universidade Católica do Paraná (PUC-PR), iniciou sua carreira política durante a sua vida acadêmica, tendo atuado no Centro Acadêmico de Direito, onde se tornou Secretário Geral do Diretório Central dos Estudantes (DCE), entidade que representava 25 mil estudantes na época. Na época em que presidiu o DCE da PUC-PR, ele comandou várias ações voltadas que iam além dos limites da instituição de ensino.

## Carreira Política
Em 2012, filiado ao PTB, conquistou seu primeiro mandato na Câmara Municipal de Porto Velho, eleito com 2.300 votos, tornou-se líder da bancada do seu partido. Autor de vários projetos de leis como: a regulamentação da profissão dos bombeiros civis, a criação do conselho municipal de juventude, remissão de pagamento de IPTU para os imóveis atingidos por enchentes, o Voto Aberto na Câmara Municipal, Comissão Permanente de Ética parlamentar, entre outros.
Em seu mandato de vereador, também participou como Presidente das Comissões de Constituição e Justiça, Comissão Permanente dos Direitos da Criança do Adolescente e da Juventude e da Comissão de Meio Ambiente. Enquanto vereador, Léo Moraes (PTB) foi homenageado com o Prêmio Jovem Empreendedor do Ano na categoria Política no ano de 2012.
Em 2014, apresentou-se como candidato a Deputado Estadual, sendo eleito com 10.275 votos, sendo o Deputado com a maior expressão de votos da Capital Rondoniense. Iniciou o seu mandato participando das comissões de constituição e justiça, segurança e como presidente da comissão de direitos humanos. 
Em 2016, foi candidato a prefeito de Porto Velho pela coligação "Abrace Porto Velho" formada pela aliança entre o PTB, PP, PRP, PTN, PROS, PSC e PPS. No primeiro turno, ficou em segundo lugar com 26,12% dos votos válidos, ficando atrás de Dr. Hildon Chaves (PSDB) e à frente do então prefeito Dr. Mauro Nazif (PSB). Disputou o segundo turno com o tucano Dr. Hildon, perdendo com 34,85% dos votos, contra 65,15% de Dr. Hildon.
Em 2018, foi eleito Deputado Federal mais votado pelo Estado de Rondônia com 69.565 votos, equivalente a 8.88% dos votos.
Em 2022, concorreu na disputa ao governo do estado de Rondônia pelo Podemos. No primeiro turno, recebeu 14,06% dos votos válidos (119.583 votos ao total), ficando na terceira colocação e não avançando ao segundo turno, ficando atrás do atual governador, Coronel Marcos Rocha (38,88%) e do senador Marcos Rogério (37,05%). No segundo turno, apoiou o governador Marcos Rocha a reeleição, sendo fator decisivo para a vitória do candidato do União Brasil.
Em 2024, concorreu na disputa à prefeitura do município de Porto Velho. Ficou em segundo lugar no primeiro turno, atrás da candidata Mariana Carvalho. No entanto, no segundo turno das eleições, venceu com 56,18% dos votos válidos, sendo eleito para o mandato de prefeito de Porto Velho 2025-2028.

## Desempenho eleitoral
| Ano  | Eleição                  | Partido | Cargo             | Votos   | %                 | Resultado  | Ref    |
| ---- | ------------------------ | ------- | ----------------- | ------- | ----------------- | ---------- | ------ |
| 2012 | Municipal de Porto Velho | PTB     | Vereador          | 2.299   | 1,00%             | Eleito     | [ 13 ] |
| 2014 | Estaduais em Rondônia    | PTB     | Deputado estadual | 10.275  | 1,25%             | Eleito     | [ 14 ] |
| 2016 | Municipal de Porto Velho | PTB     | Prefeito          | 55.656  | 26,12% (1º Turno) | Não eleito | [ 15 ] |
| 2016 | Municipal de Porto Velho | PTB     | Prefeito          | 79.534  | 34,85% (2º Turno) |            | [ 15 ] |
| 2018 | Estaduais em Rondônia    | PODE    | Deputado federal  | 69.565  | 8,88%             | Eleito     | [ 16 ] |
| 2022 | Estaduais em Rondônia    | PODE    | Governador        | 119.583 | 14,06%            | Não eleito | [ 17 ] |
| 2024 | Municipal de Porto Velho | PODE    | Prefeito          | 64.125  | 25,65% (1º Turno) | Eleito     | [ 18 ] |
| 2024 | Municipal de Porto Velho | PODE    | Prefeito          | 135.118 | 56,18% (2º Turno) |            | [ 18 ] |